# NGC 328

NGC 328

في الفهرس العام الجديد NGC 328 هي مجرة حلزونية تقع في إتجاة كوكبة العنقاء الجنوبية . تبعد حوالي 300 مليون سنة ضوئية من الأرض. اكتشفت في 5 سبتمبر 1836 من قبل عالم الفلك البريطاني جون فريدريك وليام هيرشل.ووصفها جون دراير "بالخافتة جدا، والمدودة قليلا وأكثر سطوعا تدريجيا نحو الوسط، شرق NGC 323.

## وصلات خارجية
- NGC 328 على موقع ويكي سكاي: DSS2, SDSS, GALEX, IRAS, Hydrogen α, X-Ray, Astrophoto, Sky Map, Articles and images